# Michael Krohn
Michael Krohn (* 10. April 1943 in Hamburg) ist ein deutscher Apotheker und war Inspizient Wehrpharmazie der Bundeswehr im Dienstgrad Generalapotheker.

## Karriere
Nach dem Abitur und einem zweijährigen Apothekenpraktikum leistete Krohn seinen Grundwehrdienst bei der Luftwaffe. Ab 1965 studierte er Pharmazie an der Universität Kiel, wo er 1971 mit der Promotion abschloss. Nach kurzer wissenschaftlicher Tätigkeit trat Krohn 1974 als Oberstabsapotheker in die Bundeswehr ein. Er studierte zunächst noch einmal Lebensmittelchemie und diente dann als Sanitätsstabsoffizier (Apotheker) in einem Labor. Krohn stieg zunächst zum Dezernatsleiter "Pharmazie und Lebensmittelchemie" im Dienstgrad eines Oberfeldapothekers im Bundesministerium der Verteidigung auf. Später war er dort Referent in der Inspektion des Sanitäts- und Gesundheitswesens und an der Etablierung eines neuen Arzneimittelinformationssystems der Bundeswehr beteiligt.
1993 wurde Krohn zum Oberstapotheker befördert und als Abteilungsleiter Wehrpharmazie im Sanitätsamt der Bundeswehr verwendet. Hier war Krohn für die Überarbeitung der Sanitätsausstattung der Bundeswehr im Hinblick auf die neuen Auslandseinsätze zuständig. Krohn verantwortete die Entwicklung von dauerhaft verwendeten Containersystemen als sanitätsdienstliche Versorgungsplattformen. Er etablierte Weiterbildungsmaßnahmen für Sanitätsstabsoffiziere und war selbst inzwischen Fachapotheker für Arzneimittelinformation, für Pharmazeutische Analytik und für Öffentliches Gesundheitswesen.
Am 1. April 2000 wurde Krohn zum Generalapotheker befördert und übernahm, als erster Luftwaffenoffizier, das Amt des Inspizienten Wehrpharmazie der Bundeswehr, welches er bis zu seiner Pensionierung 2004 bekleidete.
Von 1989 bis 1993 war Krohn Vorstandsmitglied der Landesapothekerkammer Nordrhein.

## Privatleben
Krohn ist verheiratet mit Birgit Krohn, geborene Drews, ebenfalls Apothekerin.